# Dusona deodarae
Dusona deodarae là một loài tò vò trong họ Ichneumonidae.